# Mieczysława Mitera-Dobrowolska
Mieczysława Mitera-Dobrowolska (ur. 1 stycznia 1900 w Skołyszynie, zm. 17 marca 1992 w Krakowie) – polska polonistka, historyczka literatury, badaczka dziejów oświaty, nauczycielka akademicka na Uniwersytecie Śląskim w Katowicach.

## Życiorys
Urodziła się 1 stycznia 1900 roku w Skołyszynie w rodzinie nauczycielskiej. Edukację odebrała w Krakowie, gdzie ukończyła Gimnazjum św. Anny (obecne I Liceum Ogólnokształcące im. Bartłomieja Nowodworskiego w Krakowie), w którym złożyła maturę. W 1920 roku podjęła studia na Uniwersytecie Jagiellońskim. Jej zainteresowania naukowe, obejmujące historię literatury oraz dzieje oświaty, kształtowali profesorowie Ignacy Chrzanowski i Stanisław Kot. W 1927 roku obroniła doktorat z filozofii na Uniwersytecie Jagiellońskim, przedstawiając pracę dotyczącą działalności pedagogicznej księcia Adama Czartoryskiego. 
W czasie swojej edukacji działała w różnych organizacjach i związkach młodzieżowych. W latach 1916–1918 uczestniczyła w pracach tajnego Związku Filareckiego. Należała także do Chrześcijańskiego Związku Akademików i Koła Polonistów UJ.
W 1926 roku rozpoczęła pracę jako nauczycielka w Prywatnym Seminarium Żeńskim w Rzeszowie. Dwa lata później przeniosła się na Górny Śląsk, gdzie podjęła zatrudnienie jako nauczycielka języka polskiego oraz propedeutyki filozofii w Żeńskim Gimnazjum i Liceum w Katowicach (późniejsze VIII Liceum Ogólnokształcące im. Marii Skłodowskiej-Curie w Katowicach). W 1932 roku powierzono jej kierowanie Ogniskiem Metodycznym Języka Polskiego dla nauczycieli województwa śląskiego. Funkcję tę sprawowała, z przerwą w okresie II wojny światowej, aż do roku szkolnego 1945/1946.
W czasie niemieckiej okupacji podczas II wojny światowej, wraz z mężem Tadeuszem Jakubem Dobrowolskim została wysiedlona z Katowic i zamieszkała w Krakowie. Tam zaangażowała się w działalność Tajnego Kuratorium Szkolnego. We wczesnych latach okupacji, w ramach akcji prowadzonej przez Radę Główną Opiekuńczą w Krakowie, sprawowała opiekę społeczną nad nauczycielami pochodzącymi z ziem zachodnich oraz nad rodzinami osób uwięzionych. W listopadzie 1941 roku została aresztowana przez Gestapo i osadzona w więzieniu Montelupich, skąd zwolniono ją w kwietniu 1942 roku. Pod koniec wojny, działając w Sekcji Pedagogicznej Tajnego Kuratorium Oświaty, zajmowała się opracowywaniem programów nauczania języka polskiego dla tajnych liceów pedagogicznych.
Po zakończeniu wojny powróciła na Górny Śląsk, gdzie aktywnie angażowała się w działalność zawodową i społeczną. W roku szkolnym 1945/1946 rozpoczęła pracę w Państwowym Pedagogium. Po utworzeniu w 1950 roku Wyższej Szkoły Pedagogicznej w Katowicach i otwarciu Wydziału Humanistycznego prowadziła zajęcia z poetyki i metodyki polonistycznej. W 1958 roku została kierownikiem zakładu, a rok później, po uzyskaniu tytułu docenta, zorganizowała Katedrę Metodyki Nauczania Literatury i Języka Polskiego. Od 1968 aż do przejścia na emeryturę pracowała na Uniwersytecie Śląskim w Katowicach.
W latach 1960–1973 pełniła funkcję prezesa katowickiego oddziału Towarzystwa Literackiego im. Adama Mickiewicza.
Zmarła 17 marca 1992 roku w rodzinnym domu w Krakowie. Pochowana została na cmentarzu przy ulicy Francuskiej w Katowicach

## Działalność naukowa
Jej zainteresowania naukowe, skupiały się wokół historii literatury, dziejów oświaty, problematyki górnośląskiej i tajnego nauczania. Opracowała ponad 60 publikacji, w tym kilka książek. Działała w licznych towarzystwach naukowych, a od 1960 była członkinią Komisji Historycznoliterackiej PAN w Krakowie oraz Komisji Pedagogicznej PAN w Krakowie. Współpracowała z ministerstwem w zakresie siatek studiów i programów wyższych szkół pedagogicznych oraz studiów nauczycielskich, opracowując i recenzując materiały w ramach komisji rzeczoznawców.

## Życie prywatne
Miała czterech braci i dwie siostry: Stanisława, Jadwigę, Julię, Kazimierza, Zygmunta i Tadeusza. Zygmunt Mitera, doktor geologii, został osadzony w Starobielsku, natomiast Stanisław Mitera, legionista, poległ w bitwie w 1915 roku.
W 1938 roku, po zniesieniu celibatu nauczycielskiego w województwie śląskim, zawarła związek małżeński z Tadeuszem Jakubem Dobrowolskim – chemikiem, nauczycielem Gimnazjum Matematyczno-Przyrodniczego im. Mikołaja Kopernika w Katowicach oraz wykładowcą chemii w Instytucie Pedagogicznym w Katowicach.

## Nagrody i odznaczenia
- Srebrny Krzyż Zasługi (1934)[9]
- Srebrny Wawrzyn Polskiej Akademii Literatury (1937)[9]
- Krzyż Kawalerski Orderu Odrodzenia Polski (1964)[9]
- Odznaka tytułu honorowego „Zasłużony Nauczyciel PRL” (1972)[9]
- Śląska Nagroda im. Juliusza Ligonia (1973)[9]
- Medal Komisji Edukacji Narodowej (1974)[9]
- Medal Stulecia Towarzystwa Literackiego im. Adama Mickiewicza (1990)[9]
- Nagroda Wojewody Śląskiego (1991)[9]

## Upamiętnienie
Jej nazwiskiem w 1992 roku (pośmiertnie) Rada Wydziału Filologicznego Uniwersytetu Śląskiego w Katowicach nazwała jedną z sal wykładowych w budynku przy placu Sejmu Śląskiego w Katowicach.